# Kadoma (Osaka)
Kadoma (門真市 Kadoma-shi?) es una ciudad situada en la prefectura de Osaka, Japón.
En 2004, la ciudad tiene una población estimatada de 135.992 hab. y la densidad de población es de 11.074,26 personas por km². El área total son 12.28 km².
Kadoma está situada al nordeste de Osaka.